# Wouter van Eeuwijk
Wouter van Eeuwijk (* 29. Dezember 1979 in Venlo) ist ein ehemaliger niederländischer Rennfahrer.

## Karriere
Van Eeuwijk betrieb zu Beginn seiner Motorsportlaufbahn wie der Großteil seiner Weggefährten Kartsport, in welchem er bis 1996 aktiv war. 1997 wechselte er in die Formel König und damit in den Formelsport. Er schloss die Saison, für das GM-Team antretend, als Dritter ab und stieg im folgenden Jahr in die deutsche Formel-3-Meisterschaft auf, wo er einen Opel-Dallara F397, wiederum des GM-DSF-F3-Teams, pilotierte und mit 9 Punkten Gesamtsiebzehnter wurde. Die Saison 1999 nahm er mit dem D2 Team Rosberg & Lohr in Angriff, blieb aber bis zu seinem Unfall ohne Punktgewinn.

## Unfall

Das Castrol-S ist die Kurvenkombination direkt nach Start-/Ziel.

Der Unfall, der van Eeuwijks Motorsportkarriere beenden sollte, ereignete sich am 22. August 1999 während des fünften Rennwochenendes der deutschen Formel-3-Meisterschaft auf dem Nürburgring. Bei einem Zweikampf mit seinem Landsmann Elran Nijenhuis in der neunten Runde des auf 18 Umläufe festgesetzten Sonntagslaufs wurde van Eeuwijks Renault-Dallara F399 eingangs des Castrol-S vom Auto seines Kontrahenten (genauer: von dessen linkem Vorderrad) unmittelbar vor dem rechten Hinterrad getroffen, woraufhin Eeuwijks Wagen einen halben Überschlag vollzog, kopfüber im Kiesbett aufschlug, in dieser Position quer über die Kerbs und die Rennstrecke rutschte und schließlich auf einer Rasenfläche zu liegen kam. Den auftretenden Kräften hielt der Überrollbügel nicht stand, was bei van Eeuwijk Brüche der Halswirbel zwei, fünf und sechs sowie eine Quetschung des Rückenmarks über Wirbel sechs zur Folge hatte. Er ist seither von den Schultern abwärts gelähmt und auch die Atemfunktion war zunächst beeinträchtigt, normalisierte sich entgegen der Prognose aber in der Zwischenzeit. Der zunächst bewusstlose Pilot wurde per Hubschrauber in das Brüderkrankenhaus in Trier gebracht, das Rennen eine Runde nach dem Unfall hinter dem Safety Car abgebrochen und entsprechend dem Reglement mit halber Punktzahl gewertet. Einen Monat später gab es in der Formel 1 einen ähnlichen Unfall von Pedro Diniz, der jedoch ohne Folgen blieb.

## Sonstiges
Nach Wouter van Eeuwijk wurde der „Wouter-van-Eeuwijk-Pokal“ (Wouter van Eeuwijk bokaal) benannt, die größte Indoor-Kartveranstaltung in den Niederlanden, die von 2000 bis 2002 durchgeführt wurde und an der zahlreiche prominente Rennfahrer wie Jeroen Bleekemolen, Jan Lammers, Peter Kox, Tom Coronel oder Carlo van Dam teilnahmen.